# Just Mercy
Just Mercy is een Amerikaanse drama- en rechtbankfilm uit 2019 onder regie van Destin Daniel Cretton. De film is gebaseerd op de gelijknamige memoires van advocaat en mensenrechtenactivist Bryan Stevenson. De hoofdrollen worden vertolkt door Michael B. Jordan, Jamie Foxx en Brie Larson. 

## Verhaal
Advocaat Bryan Stevenson wordt de advocaat van Walter McMillian, een man die veroordeeld werd voor moord, hoewel er bewijs bestaat dat hij onschuldig is.

## Rolverdeling
| Acteur             | Personage          |
| ------------------ | ------------------ |
| Michael B. Jordan  | Bryan Stevenson    |
| Jamie Foxx         | Walter McMillian   |
| Brie Larson        | Eva Ansley         |
| O'Shea Jackson jr. | Anthony Ray Hinton |
| Rafe Spall         | Tommy Champan      |
| Tim Blake Nelson   | Ralph Myers        |
| Rob Morgan         | Herbert Richardson |
| Lindsay Ayliffe    | Judge Foster       |
| C.J. LeBlanc       | John McMillan      |
| Ron Clinton Smith  | Woodrow Ikner      |
| Karan Kendrick     | Minnie McMillian   |
| Kirk Bovill        | David Walker       |

## Productie
In 2014 publiceerde advocaat en mensenrechtenactivist Bryan Stevenson zijn memoires onder de titel Just Mercy: A Story of Justice and Redemption. Het boek werd opgepikt door Broad Green Pictures, het productiebedrijf van de broers Gabriel en Daniel Hammond. In 2015 raakte bekend dat ze het boek wilden verfilmen met Michael B. Jordan als hoofdrolspeler en Destin Daniel Cretton als regisseur. Het productiebedrijf kreeg vervolgens financiële problemen, waarna de distributierechten in november 2017 opgepikt werden door Warner Brothers.
In juli 2018 werd Jamie Foxx gecast. Een maand later werden ook Brie Larson, O'Shea Jackson jr. en Tim Blake Nelson aan het project toegevoegd. Larson werkte eerder met Cretton al samen aan Short Term 12 (2013) en The Glass Castle (2017). De opnames gingen op 30 augustus 2018 van start in Montgomery (Alabama).
Just Mercy ging op 6 september 2019 in première op het internationaal filmfestival van Toronto (TIFF). De Amerikaanse release volgde op 25 december 2019.